# 雅各布斯·阿民念

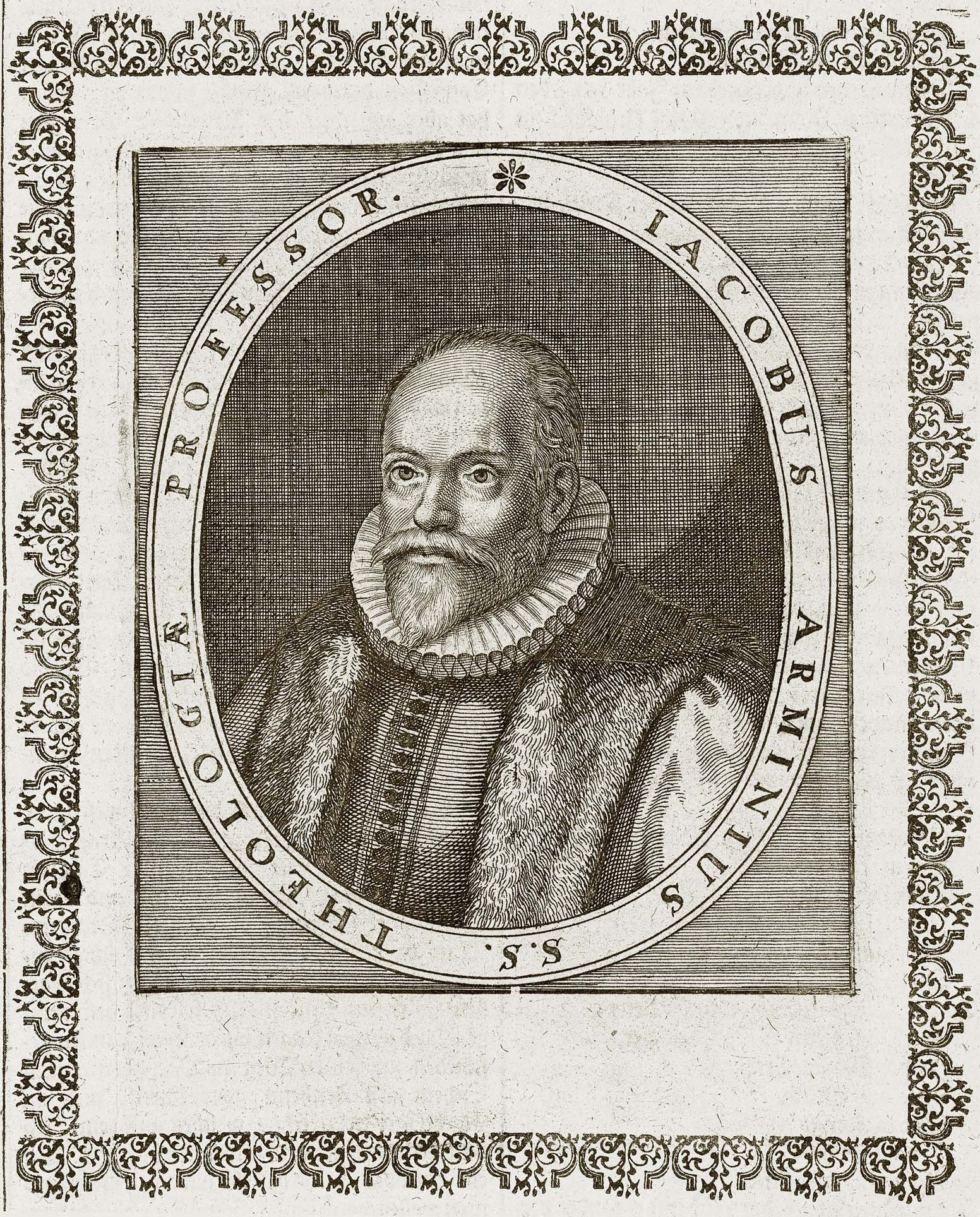
雅各布斯·阿民念

雅各布斯·阿民念（Jacobus Arminius，1560－1609，其姓通用译法为“阿米纽斯”，“阿民念”為特殊人名譯法，又譯亞米紐斯，亞米念，阿米念，阿明尼烏，阿米尼烏斯），荷蘭新教神學家，阿民念主義創始人，阿民念的思想，影響了循道宗等宗派。

## 生平
阿民念（Arminius）1560年出生在荷蘭奧德瓦特（今属乌特列支省）。他的父亲是赫尔曼（Herman），拉丁文稱Armin。「Arminius」（阿民念）意思是Armin之子。如果還原回荷蘭文，「阿民念」應作“赫尔曼松”（Hermanszoon）。
他的父亲早亡，留下了妻子和一个小孩即阿民念。 阿民念的母亲于1575年在西班牙军队在奥德瓦特的大屠杀中遇害，阿民念自此成了孤儿，当时他只有15岁。阿姆斯特丹牧師魯道夫收養了他，15歲時他被送到马尔堡（現屬德國）接受教育，長大後於1578年至1583年在荷蘭萊頓大學受教育。因他天資聰穎並表現卓越，阿姆斯特丹市長及新教教會還資助他出國深造，在瑞士的日內瓦學院，接受加爾文重要門徒狄奧多·貝沙（1519-1605）的教導，但在講論與羅馬人書時，他發覺自己無法接受貝沙的罪論、預選說理念，並前往義大利進修。
1588年，29歲時的阿民念成為阿姆斯特丹新教教會的牧師，他是位深具魅力、心境和平的宣道者與牧師，又與一位市民意見領袖的女兒結婚，使阿民念成為整個荷蘭最有影響力的人之一，不過他作風平易近人、是位令人欽佩的牧師。他在1590年的講道曾提到，他想要在神的至高恩典與人類的自由意志之間，論述一個平衡的教義，「其目標就是要打造一個，不至於使人呆若木石的恩典神學」。根據羅馬書八29，他認為神對於個人的預定，是因為祂對於個人自由抉擇的預知。因此他主張人有自由意志，可以加入「選民」或「墮落者」的群體。
1603年阿民念被推舉繼名朱尼阿斯，成為萊頓大學的教授，直到去世。雖然他同意唯獨聖經、因信稱義與信徒皆祭司等的新教基本教義，但公開批評加爾文神學的一些基本假設，亦即他不同意狄奧多·貝沙與所有加爾文派信眾的預選說教義。也包括無條件的揀選與不可抗拒的恩典在內，他認為這種教義缺乏以基督為中心的特性，因為他的邏輯起點就是：神願意人人都得救，拯救所有願意悔改、相信及堅守下去的人。1604年開始，劇烈的爭辯發生於阿民念和主張無條件預定論的萊頓大學同事哥馬拉斯中間，哥馬拉斯公開攻擊阿民念為異端，同時排謗阿民念為當時「反宗教改革的震撼部隊」耶穌會的同情者，也指控阿民念為否認三位一體以及否認古典基督教教義的蘇西尼主義者，因而使阿民念盡受謠言攻擊，難以為自己辯護。從1604年到1609年止，支持阿米念和支持哥馬拉斯兩派的不同爭議，甚至可能在荷蘭各省之間觸發內戰。

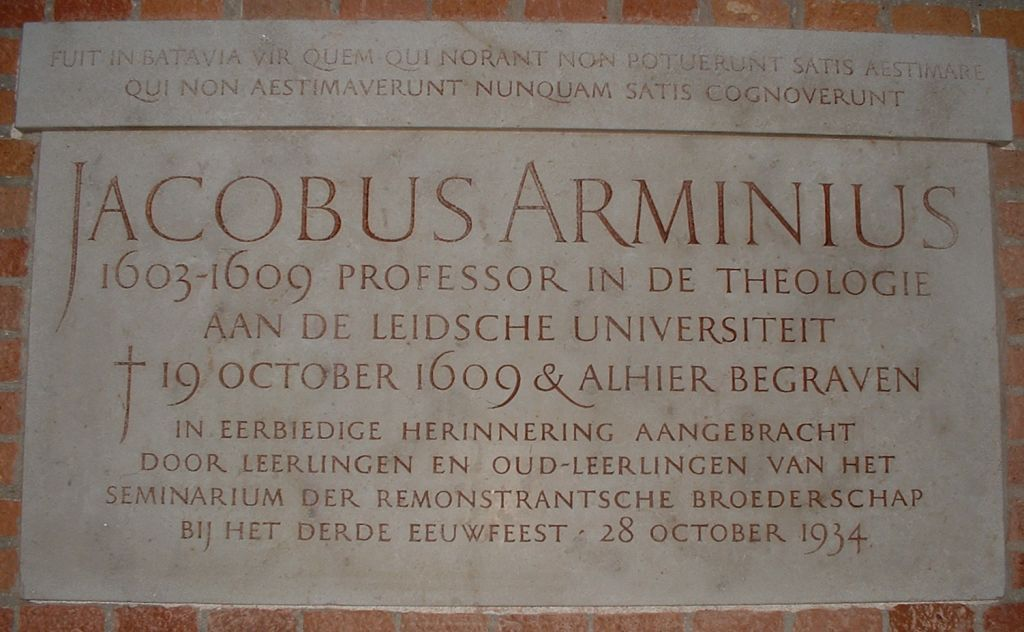
莱顿彼得教堂内的阿民念纪念石。阿民念葬于该教堂内

阿民念的門生把他的教導帶進各個教會，引致激烈的爭辯。因為當時荷蘭的政教背景正是加爾文派新教，而敵國西班牙信奉羅馬天主教。荷蘭與西班牙對峙的時刻，任何有可能危害到他們主張的人，都會被認為是異端、支持羅馬天主教者、同情敵國西班牙的叛國者，以致無法對阿民念客觀看待。基於阿民念的主張，控告他的人說他是伯拉糾主義（不需恩典），或是半伯拉糾主義（神人合作）， 雖然他一再否認，並要求政府召開委員會調查，但攻擊不曾停止。正當全國激烈爭論之時，且宗教與政治領袖公開調查他的神學之際，阿民念卻於1609年因患肺癆在萊頓去世，年僅49歲。

## 阿民念派與阿民念主義
阿民念去世後，他的見解透過一宮廷宣道者艾屯波加特和阿民念的弟子西蒙·伊皮斯科皮乌斯 兩人的闡釋發揮編成系統，此二人對當時所注重的教理皆極力反對，視基督教主要為道德改造的一種能力。1610年荷蘭一位政治家且對宗教爭辯持容讓態度者，阿勒頓巴內威發起，及其他一干阿民念的追隨者四十一人贊助，共同編寫了一份名為《抗辯》的文獻，簡述他們反對加爾文主義的五點反對立場，因此他們被稱為「抗辯派」。1618年荷蘭政治領袖拿梭的摩里斯親王下令逮捕所有抗辯派人士，1618年11月13日到1619年5月9日在多特召開了新教歷史上最大的會議，史稱『多特會議』，與會的有荷蘭、英格蘭、德意志、瑞士等各地的新教教會，他們一致拒絕阿民念的教導，並訂定「多特法規」，針對阿民念主義抗辯的五大重點，將加爾文教義標準化為「TULIP」（鬱金香）教義，並以《比利時信條》、《海德堡要理問答》、《多特法規》作為歸正宗教會信條和教義準則，並把所有抗辯派的領袖訂為異端份子。會議後，至少有二百位抗辯派領袖遭罷免，因而丟掉他們在教會與國家裡的職位。並且有八十位阿民念主義者領袖遭到嚴重的迫害，不是被監禁或殺害，就是被逐出教會或流放。1625年，拿梭的摩里斯親王去世後，阿民念主義者慢慢被荷蘭人接受。1634年，原被放逐者回到家鄉，組織了抗辯弟兄會，後來演變成抗辯改革宗教會。
持阿民念思想者又被稱為阿民念派，至今仍然存在。在荷蘭阿姆斯特丹他們還有一間神學院。他們在英國影響很深，滲入了安立甘教會以及絕大多數不同意該理念的教會中。後來的約翰·衛斯理就採納了阿民念主義成為循道主義的信條，他們也在聖公宗、普通浸信會與時代論者中影響很深，亦是美國基要福音派運動的一大力量。

## 阿民念派的主張
阿民念派的五大主張即是加爾文主義的反調，依照《歷代基督教信條》一書中所載「阿民念派的抗議信條」，摘要如下：
1. 神在創世以先便已經在基督裡面，為著基督的緣故、並且藉著基督，在墮落和有罪的人中決定拯救那些因聖靈恩賜，相信耶穌並能恆忍到底的人，那些不信的人將被定罪；[13]
2. 耶穌基督為所有人死，人人藉著十字架的救贖都可以得到救贖和赦免，但只有信徒能以罪得赦免；[14]
3. 人在罪中沒有行善的能力，必須靠神的恩典重生，並在悟性、傾向或意志，和一切能力上更新，在思想、願望，並實踐善事才成；[15]
4. 人一切善行都是因著神在基督裡的恩典作成，但神的恩典是可以抗絕的；[16]
5. 與基督聯合的人，因著聖靈的幫助，保守信徒不跌倒，才有能力得勝。但信徒仍然可能因為疏忽、離棄基督而失落救恩。但這仍須多從聖經加以決定，然後我們自己心裡才有絕對把握去教訓人。[17]

加爾文主義者描述阿民念主義時，因立場相左，而將阿民念主義簡略為：一、意志的可能性，二、有條件的揀選，三、無限的救贖，四、可抗拒的恩典，五、可能在恩典中墮落的五個面相，使人對阿民念派的主張產生誤會。

### 引用
1. ↑  Bangs, Carl. . Grand Rapids: Asbury Press. 1985: 25. ISBN 0310294819.
2. ↑  張之宜，《歷代神學家摭偶》（台北：弘智出版社，民73），211。
3. ↑  Walker, Williston. . 香港九龍: 基督教文藝出版社. 2005: 699. ISBN 962-294-260-1.
4. ↑  Picirilli, Robert E. Grace, Faith, Free Will--Contrasting Views of Salvation: Calvinism and Arminianism. (Nashville: Randall House Publications, 2002) pp.6-7
5. ↑  Olson, Roger E. . 台灣新北市: 校園出版社. 2002: 549. ISBN 978-957-587-758-3.
6. ↑  同上；祈伯爾，《歷史的軌跡——二千年教會史》，李林靜芝譯（台北：校園出版社，1986），325；奧爾森，《神學的故事》，吳瑞誠、徐成德譯（台北：校園出版社，2002），541-9；Millard J.Erickson，《基督教神學卷三》，蔡萬生譯（台北：中華福音神學院出版社，2002），104；徐國銘，《基督宗教的自由觀》（台中：浸宣出版社，2001），281-2。加爾文主義的墮落前論教義，是謂神在創造之前，已經先行預定哪些人會得救，哪些人會滅亡，然後再定其是否會墮落。阿民念因為將重心放在《與羅馬人書》第七章和第九章上，在研究《聖經》和教會史上，對雙重預定論就越加否認。
7. ↑  Millard J.Erickson，《基督教神學卷三》，111。
8. ↑  Olson, Roger E. . 新北市: 校園. 2002: 550–1. ISBN 978-957-587-758-3.
9. ↑  奧爾森，《神學的故事》，541-2。
10. ↑  Walker, Williston. . 香港九龍: 基督教文藝. 2005: 700. ISBN 962-294-260-1.
11. ↑  Olson, Roger E. . 新北市: 校園. 2002: 552. ISBN 978-957-587-758-3.
12. ↑  Kuiper, B.K. . 台北市: 校園. 2001: 327. ISBN 957-587-011-5.
13. ↑  約三：36
14. ↑  約三：16、約壹二：2
15. ↑  約十五：5
16. ↑  使七
17. ↑  約十：28

### 书籍
- Millard J. Erickson。《基督教神學卷三》，蔡萬生譯。台北：華神出版社，2002。
- Williston Walker。《基督教會史》，謝受靈、趙毅之譯。香港：基督教文藝出版社，2005。
- 金陵神學院託事部。《歷代基督教信條》。香港：基督教輔僑出版社，1957。
- 祈伯爾。《歷史的軌跡——二千年教會史》，李林靜芝譯。台北：校園出版社，1986。
- 徐國銘。《基督宗教的自由觀》。台中：浸宣出版社，2001。
- 張之宜。《歷代神學家摭偶》。台北：弘智出版社，民73。
- 奧爾森。《神學的故事》，吳瑞誠、徐成德譯。台北：校園出版社，2002。